# دژو دیارماتی
دژو دیارماتی (مجاری: Gyarmati Dezső؛ ۲۳ اکتبر ۱۹۲۷ – ۱۸ اوت ۲۰۱۳) ورزشکار مرد رشتهٔ واترپلو اهل کشور مجارستان بود. وی در بین سال‌های ‎۱۹۴۸ تا ۱۹۶۴ میلادی در مسابقات بازی‌های المپیک تابستانی در مجموع ۵ مدال، شامل ۳ مدال طلا و ۱ نقره و ۱ برنز کسب کرد.